# Neolythria duplicata
Neolythria duplicata är en fjärilsart som beskrevs av Eugen Wehrli 1934. Neolythria duplicata ingår i släktet Neolythria och familjen mätare. Inga underarter finns listade i Catalogue of Life.